# Hinterhassel
Hinterhassel, (en luxembourgeois : Hannerhaassel ), est un lieu-dit de la commune luxembourgeoise de Wincrange située dans le canton de Clervaux.